# Gora Lunina
Gora Lunina är ett berg i Antarktis. Det ligger i Östantarktis. Norge gör anspråk på området. Toppen på Gora Lunina är 2 602 meter över havet, eller 424 meter över den omgivande terrängen. Bredden vid basen är 3,8 km.
Terrängen runt Gora Lunina är varierad. Trakten är obefolkad. Det finns inga samhällen i närheten.